# 黄腹啄花鸟
黄腹啄花鸟（学名：Dicaeum melanozanthum），是啄花鸟科啄花鸟属的一种，是海拔迁徙的候鸟，分布于不丹、孟加拉国、老挝、中国大陆、越南、印度、泰国、缅甸和尼泊尔。该物种的保护状况被评为无危。
黄腹啄花鸟的栖息地包括亚热带或热带的湿润低地林、亚热带或热带的旱林和亚热带或热带的湿润山地林。该物种的模式产地在尼泊尔。